# دی مارس
دی مارس (به هلندی: De Mars) یک منطقهٔ مسکونی در هلند است که در بورن (هلند) واقع شده‌است. دی مارس ۲۷۰ نفر جمعیت دارد.